# Highway 61 Revisited
1965. augusztus 30-án jelent meg Bob Dylan hatodik albuma, a Highway 61 Revisited. Sokan minden idők legjobb albumának tartják; ezen hallható Dylan első kislemeze, ami bekerült az amerikai Top 10-be: a Like a Rolling Stone.
A 61-es út – A Blues Országútjának is nevezik – New Orleanstól a kanadai határig tart, és érinti Dylan szülővárosát, Duluth-t is. Több bluesban is szerepelt, a legismertebbek Mississippi Fred McDowell 61 Highway és James "Son" Thomas Highway 61' című dala. Bessie Smith ezen az úton szenvedett halálos kimenetelű autóbalesetet; a 49-es út kereszteződésénél Robert Johnson állítólag eladta lelkét az ördögnek; Elvis Presley az út melletti lakótelepen nőtt fel; Martin Luther Kinget az út mellett lévő egyik motelben lőtték le.
Robert Shelton így nyilatkozott a BBC-nek: „Az amerikai kultúra sok fontos része azon az úton érkezett északra. És tizenéves korában Dylan ahhoz az úthoz kapcsolódó zenét hallgatott a rádión… Azt hiszem, a 61-es út számára a szabadság, a mozgás, a függetlenség és a Hibbingből való menekülés szimbóluma lett.”
A Like a Rolling Stone már június közepén elkészült, az album többi részét viszont új producerrel, Bob Johnstonnal vették fel, néhány nappal Dylan newporti folkfesztiválon való híres (hírhedt) fellépése után. Egy másik dal, a Positively 4th Street nem került fel az albumra, hanem kislemezen jelent meg.
A Highway 61 Revisited a Billboard listáján 3., a brit listákon pedig 4. lett. A Like a Rolling Stone az amerikai listákon a 2., a brit listákon pedig a 4. helyet érte el. Az album szerepel az 1001 lemez, amit hallanod kell, mielőtt meghalsz című könyvben.

## A felvételek
Mielőtt még elkezdett volna dolgozni a Highway 61-en, Dylan 1965 májusában egy rövid brit turnéra indult, melyről D. A. Pennebaker filmet is készített (egy részét felhasználta a Dont Look Back című filmhez, ami 1966-ban jelent meg). A turné két hétig tartott, melynek során Dylan nyolc koncertet adott; az Egyesült Királyságban a turné végén jelent meg a Bringing It All Back Home, ami a hónap végén a lista élére került. Az album gyors sikere nyomán úgy tűnt, elfogadják Dylan új, „elektromos” hangzását, de ahogy az a Dont Look Backben is látható, voltak „rajongók”, akik hangot adtak nemtetszésüknek. (A filmben egy nő azt mondja Dylannek, hogy nem tetszik neki a "Subterranean Homesick Blues" – legújabb kislemeze. Erre Dylan így válaszolt: „Ó, te is közéjük tartozol. Már értem.”) Ráadásul Dylan új hangzása annyira a stúdióhoz kötődött, hogy fellépései szigorúan akusztikusak maradtak, gyakran csak egyedül játszott.
Ennek ellenére Dylan kitartott az új irány mellett. Az Egyesült Királyságban néhány éve kialakult egy R&B-mozgalom, amit olyan zenekarok képviseltek, mint a Rolling Stones, az Animals, a Yardbirds és a Them. Dylan rajongott értük (nagyon tetszett neki a "House of the Rising Sun" az Animals előadásában), és elhatározta, hogy turnéja során találkozik valamelyikükkel. Tom Wilson elutazott Angliába, május 12-én a Levy's Recording Studioban pedig egy felvételt tartottak. Erre az alkalomra Dylan a John Mayall's Bluesbreakerst kérte fel – nemrég csatlakozott hozzájuk egy Eric Clapton nevű gitáros, aki korábban a Yardbirds tagja volt. Népszerűsége ellenére a Bluesbreakers nem volt egy közismert zenekar.
A felvétel végül kudarcba fulladt. Hughie Flint dobos így emlékezett: „Csak vacakoltunk, nem hiszem, hogy egyetlen dalt is végigjátszottunk volna. Az egész egy zűrzavar volt. Sok pia volt… Sosem láttam még annyi bort, mindenki hamar berúgott.”
És ha ez még nem lett volna elég, Dylan később ételmérgezést szenvedett. Ágyban töltött hetei alatt – saját szavaival – ezt gondolta: „Abbahagyom az éneklést. Teljesen kimerültem. Egy csomó dalt játszottam, amit nem akartam. Olyan szövegeket énekeltem, amihez nem volt kedvem.” Néhány hónap múlva persze meggondolta magát, de ez is mutatja, mennyire bizonytalan volt akkor.

## Az album dalai
| 1. | Like a Rolling Stone                             | Bob Dylan | 6:09 |
| 2. | Tombstone Blues                                  | Bob Dylan | 5:58 |
| 3. | It Takes a Lot to Laugh, It Takes a Train to Cry | Bob Dylan | 4:09 |
| 4. | From a Buick 6                                   | Bob Dylan | 3:19 |
| 5. | Ballad of a Thin Man                             | Bob Dylan | 5:58 |

| 1. | Queen Jane Approximately    | Bob Dylan | 5:31  |
| 2. | Highway 61 Revisited        | Bob Dylan | 3:30  |
| 3. | Just Like Tom Thumb's Blues | Bob Dylan | 5:31  |
| 4. | Desolation Row              | Bob Dylan | 11:21 |

## Helyezések
| Év   | Lista         | Helyezés |
| ---- | ------------- | -------- |
| 1965 | Billboard 200 | 3        |
| 1965 | UK Top 75     | 4        |

## Közreműködők
- Bob Dylan – ének, gitár, szájharmonika, zongora, rendőrautó, jegyzetek
- Mike Bloomfield – gitár
- Charlie McCoy – gitár
- Harvey Brooks – basszusgitár
- Russ Savakus – basszusgitár
- Al Kooper – orgona, zongora
- Paul Griffin – orgona, zongora
- Frank Owens – zongora
- Bobby Gregg – dob, ütőhangszerek
- Sam Lay – dob, ütőhangszerek

### Produkció
- Tom Wilson – producer
- Bob Johnston – producer

## Lásd még
- Bob Dylan-diszkográfia